# سرژ لیفار

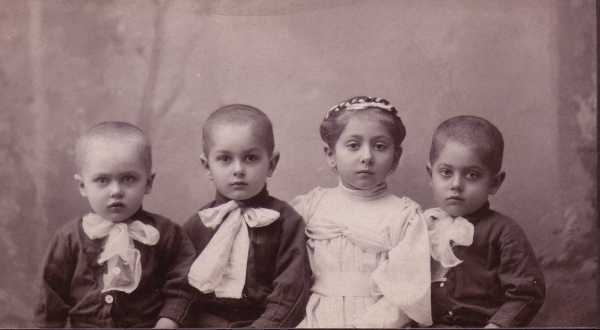
سرژ لیفار با خواهر و برادران: لئونید، باسیل، اوژنیا

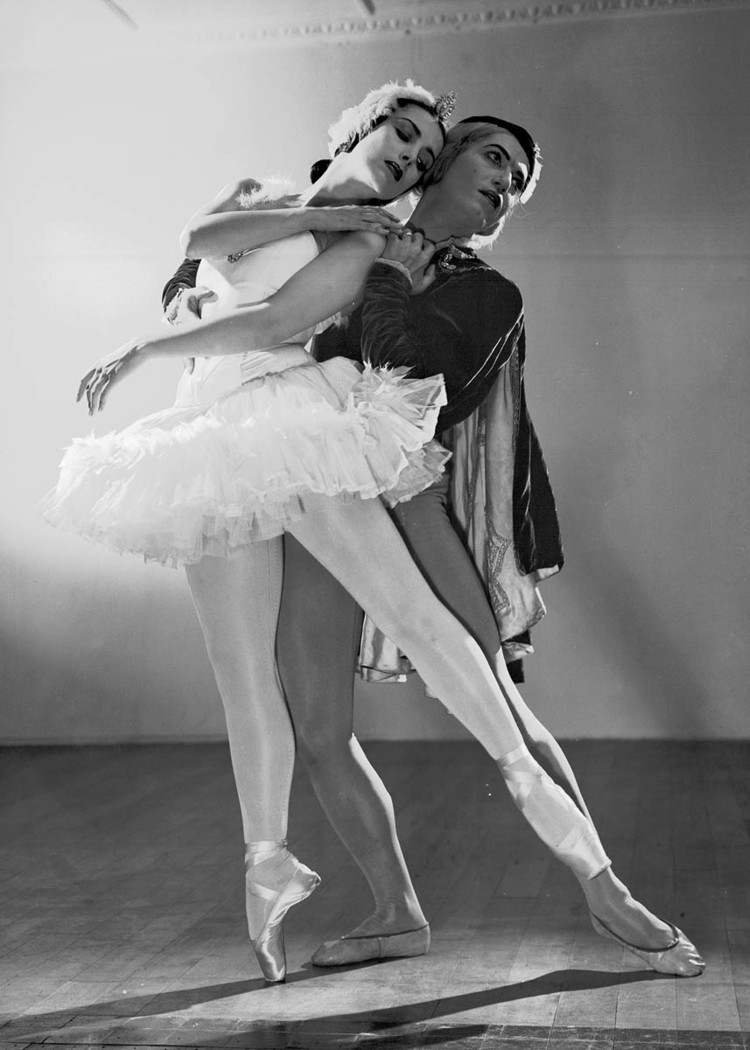
لیفار با تامارا تومانووا

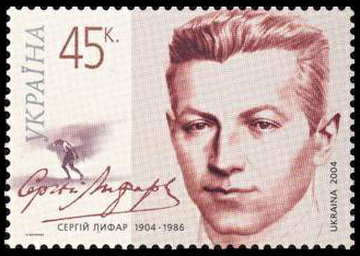
۲۰۰۴ تمبر اوکراین

سرژ لیفار (فرانسوی: Serge Lifar‎) با نام قبل تابعیت سرگئی لیفار (اوکراینی: Сергій Михайлович Лифар، Serhіy Mуkhailovуch Lуfar; روسی: Серге́й Миха́йлович Лифа́рь، Sergey Mikhaylovich Lifar) (۱۵ آوریل ۱۹۰۵، کی‌یف، امپراتوری روسیه – ۱۵ دسامبر ۱۹۸۶، لوزان، سوئیس) رقصنده باله و طراح رقص اوکراینی که بعدها به تابعیت فرانسه درآمد، بود و به عنوان یکی از بزرگترین رقصندگان باله مرد قرن بیستم مشهور است. وی نه تنها رقصنده باله و طراح رقص بلکه، کارگردان، نویسنده، نظریه‌پرداز دربارهٔ رقص و کولکتور بود.
وی به عنوان استاد باله اپرای پاریس از سال ۱۹۳۰ تا ۱۹۴۴ و از سال ۱۹۴۷ تا ۱۹۵۸ خود را وقف تجدید سطح فنی باله اپرای پاریس کرد و آن را به عنوان یکی از بهترین جایگاه‌های جهان به جای خود بازگرداند.

## جوایز و افتخارات
- کوماندر اورد دزره دلتر
- شوالیه لژیون دونور (۱۹۸۳)

## کتاب‌ها
- اعترافات ایمان confessio fidei ("confession of faith") titled Le manifesto du chorégraphe
- زندگی، کار، افسانه سرگئی دیاگیلف[۲]

## تصاویر فرهنگی
- آنا پاولووا، فیلم ساخته امیل لوتیانو؛ به تصویر کشیده شده توسط ایگور اسکلار (۱۹۸۳).